# Okrągła Wieża (Wyborg)

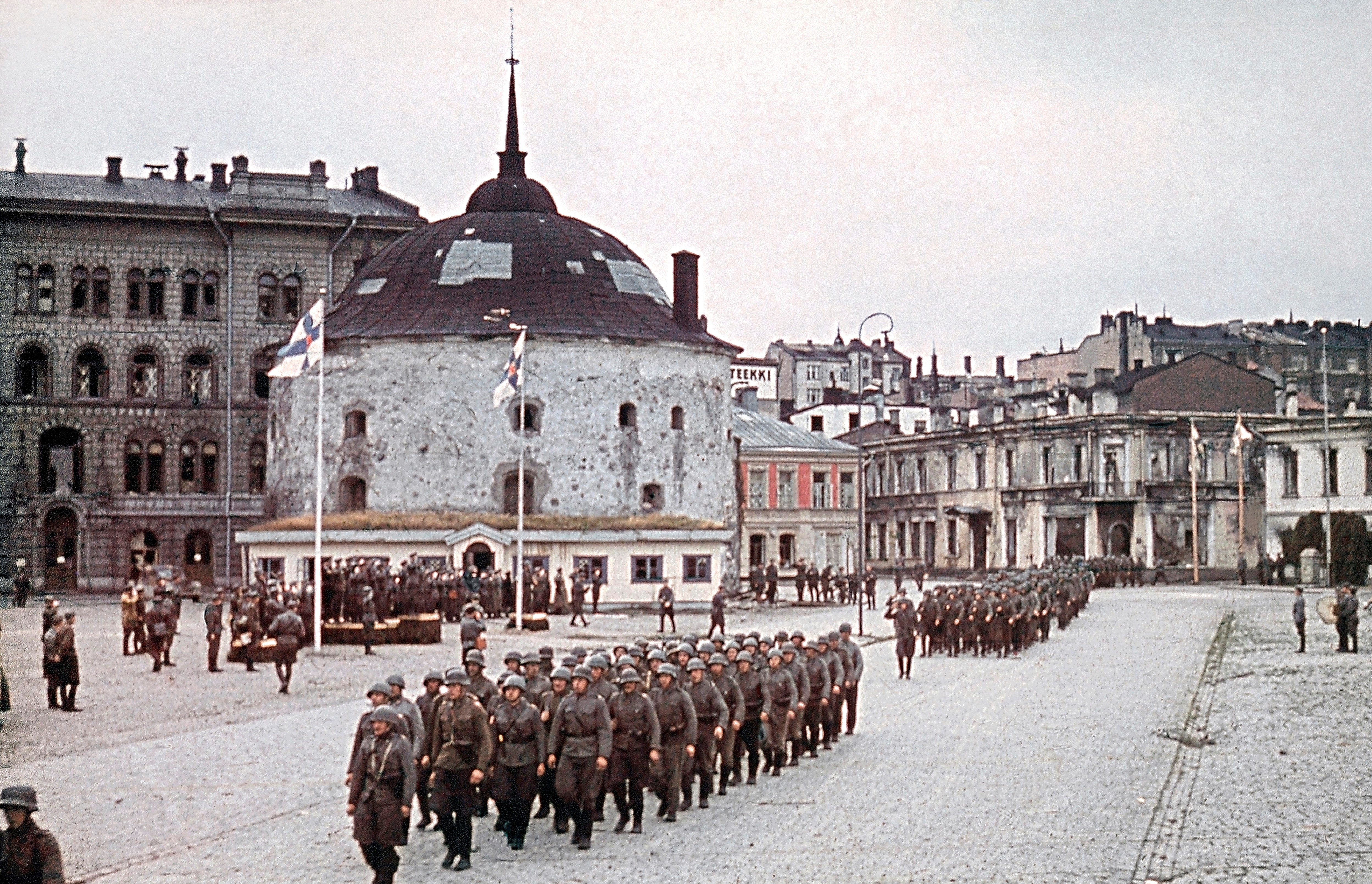
Wojska fińskie na Starym Rynku w Wyborgu w 1941 r.

Okrągła Wieża (ros. Круглая башня, fiń. Pyöreä torni, szw. Runda tornet) – kamienna wieża, zbudowana w latach 1547-1550 przez inżyniera Hansa Bergena jako część średniowiecznej twierdzy obronnej w Wyborgu. Wieża została zbudowana na polecenie szwedzkiego króla Gustawa l Wazy.

## Historia
Okrągła Wieża to jedna z dwóch zachowanych wież obronnych wyborskiej twierdzy. Hansowi Bergenowi zostało zlecone zaprojektowanie nowego budynku w miejscu, gdzie wcześniej znajdowała się brama wjazdowa do miasta, które wyrosło na wschód od zamku wyborskiego w latach 70. XIV wieku, otoczone kamiennym murem o długości około 2 km. Budowę wieży zakończono w 1550 roku. Okrągła Wieża przeszła swój pierwszy chrzest bojowy w 1556 roku podczas oblężenia Wyborga przez wojska Iwana Groźnego.
W 1609 roku w murach Okrągłej Wieży został podpisany traktat między Szwecją a Rosją w sprawie udzielenia przez Szwecję pomocy wojskowej rządowi cara Wasyla Szujskiego.
Po zajęciu Wyborga przez wojska rosyjskie w 1710 roku wieża znalazła się na tyłach obrony i ostatecznie straciła znaczenie militarne.
W 1861 roku zgodnie z nowym planem urbanistycznym rozebrano baszty i mury twierdzy, a wieżę zaczęto wykorzystywać jako magazyn farmaceutyczny, arsenał, a nawet więzienie. Wielokrotnie proponowano rozbiórkę wieży, ale już w 1922 roku z inicjatywy naczelnego architekta miasta Uno Ulberga w wieży ulokowano restaurację, salę posiedzeń, bibliotekę i inne pomieszczenia użyteczności publicznej. W projekcie wystroju wnętrza Okrągłej Wieży wykorzystano motywy sztuki renesansowej. Historie malowideł na ścianach, sufitach i rzeźbionych drewnianych panelach odzwierciedlają wydarzenia z historii średniowiecznego Wyborga. W sali Gustawa Wazy urządzono kącik muzealny.
Obecnie w wieży znajduje się restauracja "Okrągła wieża".

## Galeria

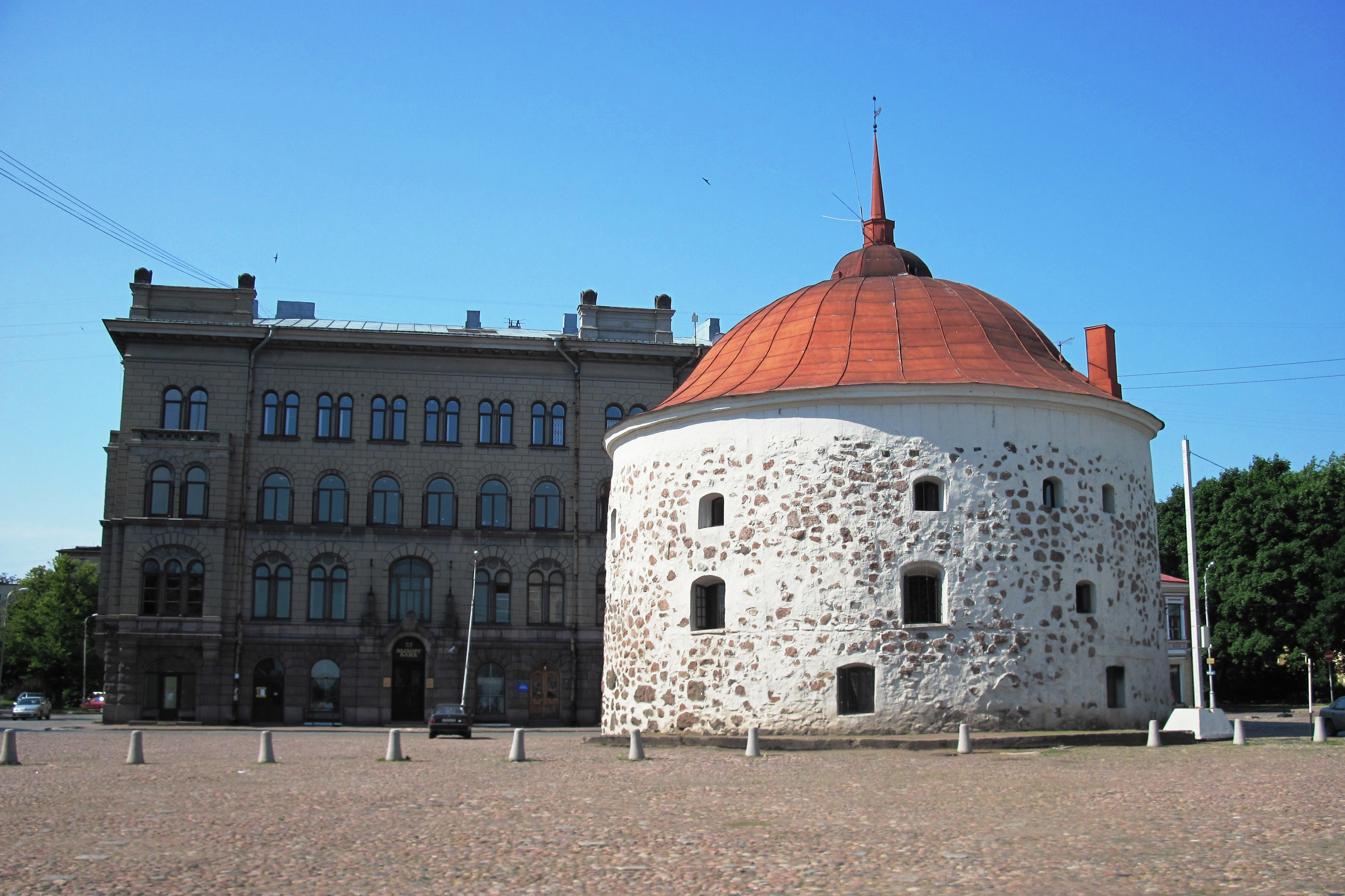
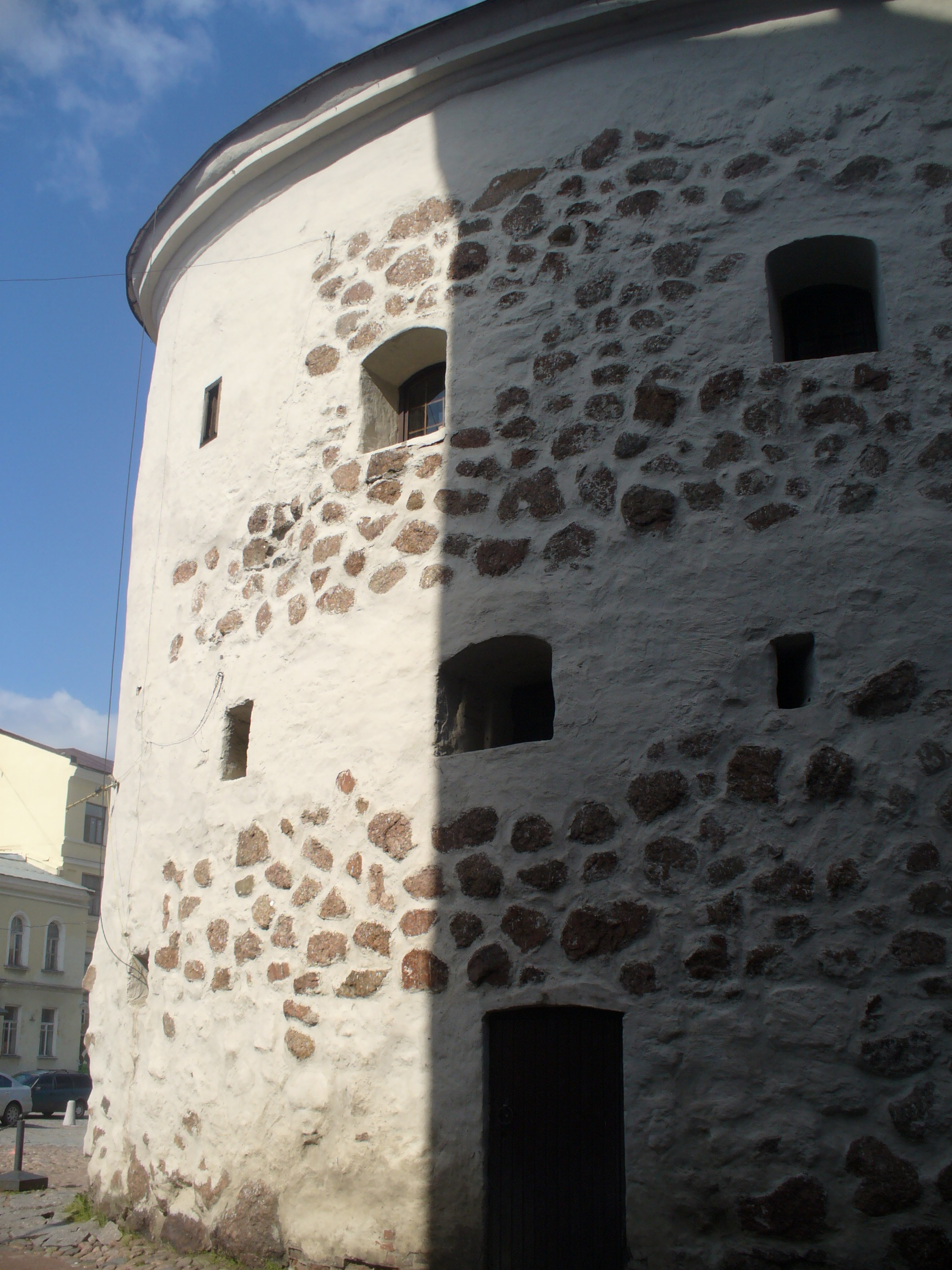
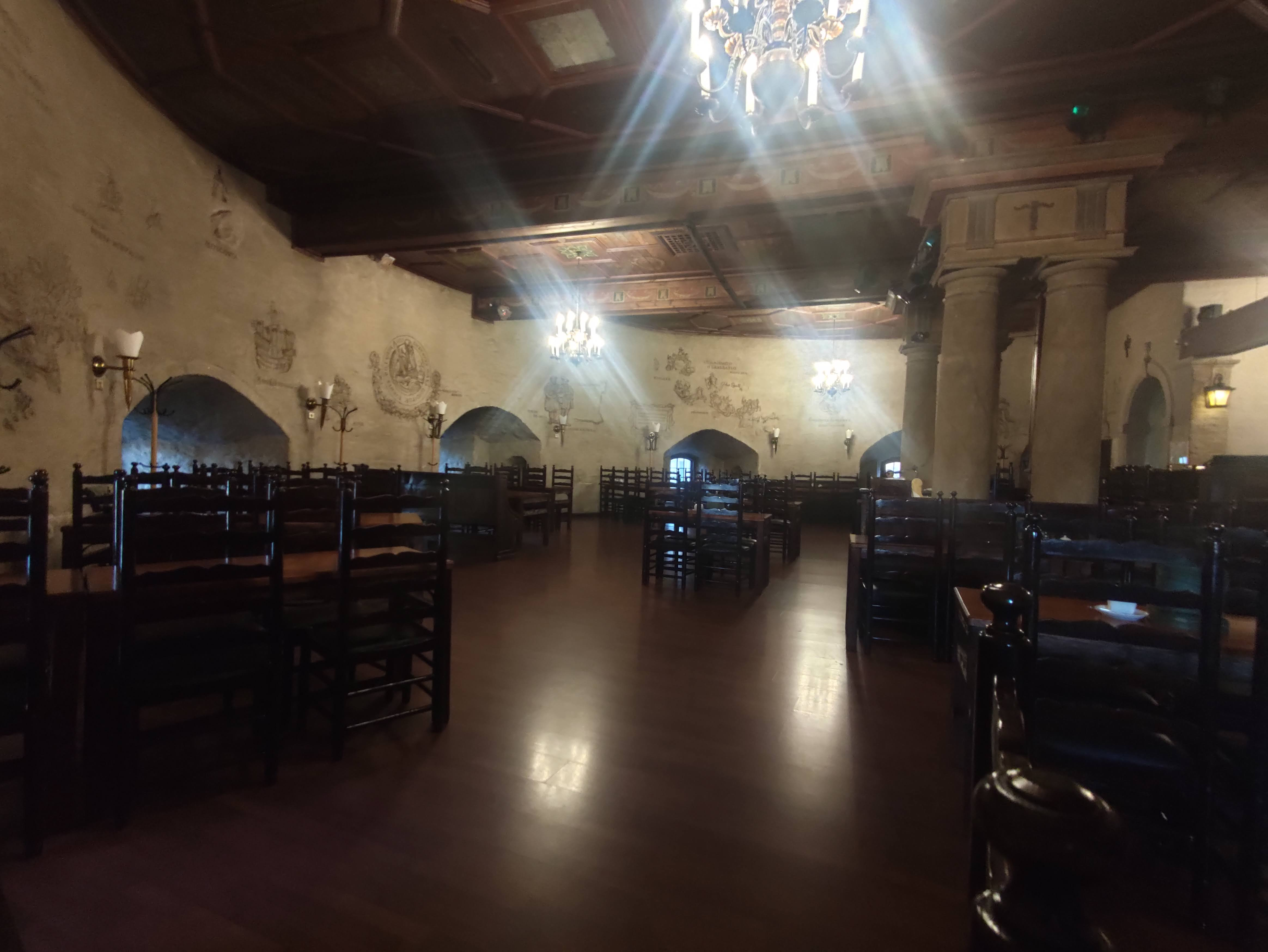